# Jakub Lemek
Jakub Lemek (ur. 26 lipca 1892 w Woli Batorskiej, zm. 17 lutego 1919 w Zboiskach) – porucznik kawalerii Wojska Polskiego.

## Życiorys
Urodził się 26 lipca 1892 w Woli Batorskiej. Uczył się w C. K. Gimnazjum w Bochni, gdzie w 1913 ukończył VIII klasę i zdał egzamin dojrzałości z odznaczeniem. Po maturze miał podjąć studia filozoficzne.
Podczas wojny polsko-ukraińskiej służył jako porucznik 4 Pułku Piechoty Legionów. W trakcie walk 17 lutego 1919 usiłował udzielić pomocy rannemu ukraińskiemu podoficerowi. Kiedy zbliżył się do niego, wyciągnął własny bandaż i przyklęknął chcąc obwiązać mu ranę, Ukrainiec wyjął rewolwer i strzelił mu w głowę zabijając na miejscu. Według późniejszej wersji Wojskowego Biura Historycznego zmarł 18 lutego 1919.
Został pochowany na Cmentarzu Obrońców Lwowa.
Zarządzeniem prezydenta RP Ignacego Mościckiego z 9 października 1933 pośmiertnie został odznaczony Krzyżem Niepodległości za pracę w dziele odzyskania niepodległości.